# Ilie Ilașcu
Ilie Ilașcu (n. 30 iulie 1952, Taxobeni, raionul Fălești, RSS Moldovenească, URSS) este un politician român moldovean, deputat în Parlamentul Republicii Moldova în două legislaturi (1994-1998) și (1998-2000), senator în Parlamentul României (2000-2004) și (2004-2008) ales pe listele PRM și deținut politic al regimului separatist din stânga Nistrului (1992-2001) pentru susținerea unirii Republicii Moldova cu România. În perioada 2001-2008 a fost membru titular al Adunării Parlamentare al Consiliului Europei din partea delegației României.

## Biografie

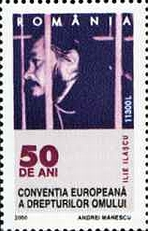
Ilie Ilașcu reprezentat pe o marcă poștală românească din anul 2000

Grupul Ilașcu la proces (1993), aflați în cușca metalică. Ilașcu e la dreapta.

Ilie Ilașcu în 2007

A absolvit facultatea de economie a Universității Agrare.
Este unul din fondatorii Mișcării de Eliberare Națională din Basarabia (1988-1992). Președinte al Frontului Popular din Moldova - Filiala Tiraspol (1989-1992, an când a fost lichidată de forțele separatiste). Participant la luptele armate de la Nistru (1992), în calitate de comandant al unor trupe militare cu destinație specială ale Ministerului Securității Naționale din Republica Moldova. Pe 2 iunie 1992, el și alți trei români moldoveni (Andrei Ivanțoc, Alexandru Leșco și Tudor Petrov Popa) au fost arestați de GRU (Serviciul secret al Armatei F.Ruse). A fost deținut politic al regimului de la Tiraspol între 1992-2001. În 1993 a fost condamnat la moarte de către o instanță neconstituțională subordonată politic Moscovei. În rezultatul presiunilor politice efectuate asupra autorităților Federației Ruse de către comunitatea internațională și îndeosebi de conducerea APCE și UE, la 5 mai 2001 Ilie Ilașcu este transferat la Chișinău și predat serviciilor secrete ale Republicii Moldova și României. Multe din activitățile sale politice de la Tiraspol și îndeosebi activitatea sa în perioada de război, nu se cunosc. Însă despre unele se cunoaște foarte puțin doar din sursele militare rusești, că Ilașcu și unitatea sa specială luptând în spatele frontului a adus mari pierderi Armatei a 14 Rusești și bandelor de cazaci veniți să lupte în Transnistria contra moldovenilor.
În 2004 Curtea Europeană a Drepturilor Omului, în cazul „Ilașcu și alții c. Moldova și Rusia” a hotărât că Federația Rusă și Republica Moldova poartă răspundere pentru tortură, privațiune ilegală de libertate și încălcarea dreptului la corespondență.

## Recunoștință
Președintele de atunci al României, Ion Iliescu, l-a decorat în 10 mai 2001 cu Ordinul Național "Steaua României" în grad de Cavaler.
În data de 2 august 2010 membrii "Grupului Ilașcu" au fost decorați de președintele interimar al Republicii Moldova, Mihai Ghimpu, cu "Ordinul Republicii". În 1993, Ilie Ilașcu a fost declarat „Cetățean de onoare al orașului Sighișoara”. Deasemenea este Cetățean de Onoare a mun. București și Chișinău, și încă 37 municipii și județe din România.

## Activitate parlamentară
Ile Ilașcu a fost ales ca senator pe listele PRM în legislatura 2000-2004 și legislatura 2004-2008.
În legislatura 2000-2004, Ilie Ilașcu. Ilie Ilașcu a avut 77 luări de cuvânt în ședințe parlamentare și a fost membru în comisia pentru sănătate publică (din mai 2001) - Președinte și în comisia pentru drepturile omului, culte și minorități (până în mai 2001). Ilie Ilașcu a fost membru în delegația Parlamentului României la Adunarea Parlamentară a Consiliului Europei.
În legislatura 2004-2008, Ilie Ilașcu a fost membru în grupurile parlamentare de prietenie cu Federația Rusă, Statele Unite Mexicane, Japonia și Mongolia.
Ilie Ilașcu a avut 23 de  luări de cuvânt în ședințe parlamentare, a inițiat 63 de propuneri legislative din care 1 a fost promulgată lege. Ilie Ilașcu a fost membru în următoarele comisii:  
- Comisia pentru sănătate publică (din iun. 2005) - Secretar (până în dec. 2006);
- Comisia pentru apărare, ordine publică și siguranță națională (până în iun. 2005);
- Comisia de anchetă pentru investigarea afirmațiilor cu privire la existența unor centre de detenție ale CIA sau a unor zboruri ale avioanelor închiriate de CIA pe teritoriul României.